# XIII (album Rage)
XIII – dwunasty album studyjny niemieckiego zespołu heavymetalowego Rage wydany 23 marca 1998 roku przez GUN Records. Jest to drugi album zespołu nagrany z orkiestrą Lingua Mortis Orchestra.

## Lista utworów
1. "Overture" - 1:56
2. "From the Cradle to the Grave" - 4:51
3. "Days of December" - 4:35
4. "Changes (Part 1: Sign of Heaven)" - 4:17
5. "Changes (Part 2: Incomplete)" - 5:10
6. "Changes (Part 3: Turn the Page)" - 5:02
7. "Heartblood" - 6:20
8. "Over and Over" - 3:47
9. "In Vain (I Won't Go Down)" - 5:19
10. "Immortal Sin" - 5:28
11. "Paint It Black" (The Rolling Stones cover) - 4:32
12. "Just Alone" - 6:34
13. "XIII" - 0:05

## Skład zespołu
- Peavy - śpiew, gitara basowa
- Sven Fischer - gitara
- Spiros Efthimiadis - gitara
- Chris Efthimiadis - perkusja